# 1184 (album)
1184 je treći studijski album norveškog black/viking metal sastava Windir. Album je 19. studenog 2001. objavila diskografska kuća Head Not Found. 

## O albumu
Valfar, glavni skladatelj i frontmen sastava, skladao je i napisao sve pjesme na albumu u suradnji s Hvàllom, tadašnjim basistom sastava Ulcus. Ovim albumom sastav napušta svoj prijašnji zvuk; iako Windir zadržava svoje karakteristične folklorne glazbene elemente, na albumu se primjećuje i utjecaj elektroničke glazbe te je zbog toga album izazvao podijeljene reakcije obožavatelja - neki su ga hvalili kao odličan album koji je podigao sastav u nove kreativne visine dok su ostali bili preneraženi promjenom u glazbenom izričaju kojim je Windir postao poznata i poštovana grupa unutar black metal krugova.

## Popis pjesama
Tekstovi i glazba: Valfar i Hvàll. 
| 1.    | »Todeswalzer«          | 4:54 |
| 2.    | »1184«                 | 5:28 |
| 3.    | »Dance of Mortal Lust« | 5:45 |
| 4.    | »The Spiritlord«       | 6:11 |
| 5.    | »Heidra«               | 8:18 |
| 6.    | »Destroy«              | 6:30 |
| 7.    | »Black New Age«        | 4:54 |
| 8.    | »Journey to the End«   | 9:34 |
| 51:34 |                        |      |

## Recenzije
Bradley Torreano, glazbeni kritičar sa stranice AllMusic, dodijelio je albumu tri od pet zvjezdica te je izjavio: "[Na albumu] 1184 black metal pjevač Valfar konačno je proširio postavu svojeg do tada jednočlanog sastava [Windira] [...] te ju pretvorio u punočlanu grupu. Zvuk grupe, koji je inspiriran klasičnom glazbom, sada je puno više realiziran dolaskom tih članova, primičući [Windir] puno bliže prednjem dijelu pokreta koji su od ranih 1990-ih vodili sastavi poput Emperora i Mayhema. Prikazujući neke fenomenalne vještine skladanja na „Todeswalzeru” i "1184", čini se kako je grupa konačno pronašla savršeno zajedničko tlo između black metala i klasične glazbe. No kako skladbe nastavljaju teći, grupa odlazi sve više ka metal strani stvari. Čak i njeni bezobrazni pokušajim spajanja žanrova, [iskazani na skladabama] „Heidra” i "Journey to the End", odlaze predaleko u suprotnom smjeru i počinju više zvučati kao heavy metal spojen s new ageom. Svejedno, prisutne su neke vrlo dobre, svježe ideje i rifovi te ovo, unatoč raznolikim tendencijama ka eksperimentiranju, još uvijek dokumentira sastav koji pokušava uzdići žanr na neku višu razinu, za razliku od većine metal grupa. Obožavatelji black metala željet će poslušati ovo te bi čak i hrabri obožavatelji klasične glazbe mogli htjeti čuti ovo, pa makar samo kako bi otkrili što metal skupina može učiniti ako je vrlo ambiciozna."

## Zasluge
| Windir - Valfar – vokali, klavijature, harmonika, dodatna bas-gitara, gitara, produkcija, snimanje, miksanje - Hvàll – bas-gitara, produkcija, miksanje - Sture Dingsøyr – ritam gitara, naslovnica (reizdane inačice albuma) - Strom – solo gitara - Steingrim – bubnjevi - Righ – klavijature | Dodatni glazbenici - Cosmocrator – vokali Ostalo osoblje - Torbjørn Akkerhaugen – produkcija, snimanje - Tom Kvålsvoll – mastering - Native North Graphics – ilustracije, omot albuma |